# Бережки (Подольський міський округ)
Бережки́ (рос. Бережки) — присілок у складі Подольського міського округу Московської області, Росія.

## Населення
Населення — 252 особи (2010; 103 у 2002).
Національний склад (станом на 2002 рік):
- росіяни — 99 %